# 3603 Gajdušek
3603 Gajdušek là một tiểu hành tinh vành đai chính với chu kỳ quỹ đạo là 1505.3160235 ngày (4.12 năm).
Nó được phát hiện ngày 5 tháng 9 năm 1981.
Nó được đặt tên theo Vilém Gajdušek, Czech optician và telescope maker.